# María Judith Franco
María Judith Franco Garcia (* 2. Juli 1925 in Guayama; † 10. Dezember 2017) war eine puerto-ricanische Schauspielerin, Hörspiel- und Synchronsprecherin.

## Leben
Franco wuchs in Aguadilla und Mayagüez auf. Sie studierte an der Schauspiel-Abteilung der University of Puerto Rico und trat am Universitätstheater unter der Leitung von Leopoldo Santiago Lavandero in dem Stück El pevo real des spanischen Dichters Eduardo Marquina auf. Danach besuchte sie Erwin Piscators Dramatic Workshop an der New School for Social Research in New York. Sie trat in den USA auch in englischsprachigen Stücken wie Tonight We Improvise und Claudia auf.
Nach ihrer Rückkehr nach San Juan gründete sie das Teatro Infantil Universitario und wirkte als Sprecherin in Hörfunk-Soaps. Mit Miguel Ángel Álvarez spielte sie in dem Stück "La rival de su hija", das der Sender WNEL im April 1953 ausstrahlte. Bei Ankunft des Fernsehens in Puerto Rico erhielt sie eine Rolle in El caso de la mujer asesinadita in der Regie von Fernando Cortés. In der Folgezeit war sie neben ihrem künftigen Ehemann Esteban de Pablos einer der Stars in der Reihe Un romance cada lunes.
Bei den Festivales de Teatro Puertorriqueño 1958 trat sie u. a. mit Rafael Enrique Saldaña in El apartamiento in der Regie von René Marqués und Mariana o el alba unter Leitung von Pablo Cabrera auf und spielte neben Benjamín Morales in La zorra y las uvas. In den 1960er Jahren war sie in Telenovelas wie Ana Rosa (1965), La atea (1966) und Pasión culpable (1967) erfolgreich, zehn Jahre später in Mujeres de América. Zu ihren Partnern zählten Schauspieler wie José Luis Marrero, Roberto Rivera Negrón, Félix Antelo und Raúl Carbonell. Ihre Tätigkeit als Synchronsprecherin in mexikanischen und US-amerikanischen Filmen brachte ihr den Titel Reina del doblaje. Mitte der 1970er Jahre zog sie sich aus gesundheitlichen Gründen von ihrer schauspielerischen Aktivität zurück.